# Eric Willett
Eric Willett (* 2. Januar 1988) ist ein ehemaliger US-amerikanischer Snowboarder. Er startete in den Disziplinen Slopestyle und Big Air.

## Werdegang
Willett nahm von 2007 bis 2018 an Wettbewerben der Ticket to Ride World Snowboard Tour teil. Dabei erreichte er zum Beginn der Saison 2008/09 mit dem dritten Platz im Slopestyle bei den Burton Australian Open in Perisher Blue, dem zweiten Rang im Big Air beim Billabong SnowStock 08 und einem Sieg im Slopestyle beim Stylewars New Zealand im Snowpark seine ersten Podestplatzierungen.
In der Saison 2009/10 belegte er den dritten Platz im Slopestyle bei den Burton New Zealand Open in Cardrona und bei der Winter Dew Tour in Breckenridge und den zweiten Platz im Big Air beim Boost Mobile Sno Sho in Perisher Blue. Bei den Winter-X-Games 2010 in Aspen gewann er Silber im Slopestyle. Im März 2010 siegte er im Slopestyle beim Burn River Jump in Livigno und holte Gold im Slopestyle bei den Winter-X-Games-Europe 2010 in Tignes.
In der Saison 2010/11 erreichte er beim O’Neill Evolution in Davos den dritten Platz im Slopestyle. Es folgten ein zweiter Platz im Big Air beim Burn River Jump in Livigno und Siege im Slopestyle bei den Burton US Open in Vail und beim Quiksilver Showdown Over the City am Grouse Mountain. Bei der Winter Dew Tour kam er auf den zweiten Platz im Slopestyle in Killington (Vermont) und den ersten Platz in Ogden. Bei den Winter-X-Games-Europe 2011 gewann er Bronze im Slopestyle. Im Juni 2011 siegte er im Big Air beim Billabong Ante Up in Whistler. Die Saison beendete er auf dem achten Platz in der World Snowboard Tourgesamtwertung. Im Januar 2012 wurde er bei den O’Neill Evolution in Davos zweiter im Slopestyle. Im selben Monat siegte er bei der Winter Dew Tour in Killington. Bei den Snowboard-Weltmeisterschaften 2012 in Oslo belegte er den 10. Rang im Slopestyle. Im März 2012 wurde er Dritter im Big Air beim Quiksilver Spring Battle 2012 in Flachauwinkl und gewann bei den Winter-X-Games-Europe 2012 Bronze im Slopestyle.
In der Saison 2012/13 gewann er im Big Air beim Air & Style in Innsbruck und beim BGV Russian Grand Prix in Moskau. Den zweiten Platz belegte er im Slopestyle beim Grandvalira Total Fight in Grandvalira und bei der The Shred Show in Whistler. Bei den Snowboard-Weltmeisterschaften 2013 in Stoneham errang er den 58. Platz im Slopestyle und den 22. Platz im Big Air. Im Februar 2015 siegte er beim U.S. Snowboarding Grand Prix und FIS-Weltcuprennen in Mammoth im Slopestyle. Im folgenden Monat wurde er Dritter im Slopestyle beim Grandvalira Total Fight und belegte zum Saisonende den sechsten Platz im Freestyle-Weltcup und den dritten Platz im Slopestyle-Weltcup. In der Saison 2015/16 errang er im Slopestyle beim U.S. Snowboarding Grand Prix und FIS-Weltcuprennen in Mammoth den zweiten Platz und bei den Winter-X-Games 2016 den vierten Platz im Slopestyle. In der folgenden Saison kam er jeweils im Slopestyle beim Grandvalira Total Fight auf den zweiten Platz und bei den Winter-X-Games 2017 auf den 13. Rang.

## Erfolge
Saison 2008/09
- 1. Platz – Stylewars New Zealand im Snow Park, Slopestyle
- 2. Platz – Billabong SnowStock im Snow Park, Big Air
- 3. Platz – Burton Australian Open in Perisher Blue, Slopestyle

Saison 2009/10
- 1. Platz – Burn River Jump in Livigno, Slopestyle
- 1. Platz – Winter-X-Games-Europe 2010 in Tignes, Slopestyle
- 2. Platz – Boost Mobile Sno Sho in Perisher Blue, Big Air
- 2. Platz – Winter-X-Games 2010 in Aspen, Slopestyle
- 3. Platz – Burton New Zealand Open in Cardrona, Slopestyle
- 3. Platz – Winter Dew Tour in Breckenridge, Slopestyle

Saison 2010/11
- 1. Platz – Winter Dew Tour in Ogden, Slopestyle
- 1. Platz – Burton US Open in Stratton Mountain, Slopestyle
- 1. Platz – Quiksilver Showdown Over the City in Grouse Mountain, Slopestyle
- 2. Platz – Winter Dew Tour in Killington, Slopestyle
- 2. Platz – Burn River Jump in Livigno, Big Air
- 3. Platz – O’Neill Evolution in Davos, Slopestyle
- 3. Platz – Winter-X-Games-Europe 2011 in Tignes, Slopestyle

Saison 2011/12
- 1. Platz – Billabong Ante Up in Whistler, Big Air
- 1. Platz – Winter Dew Tour in Killington, Slopestyle
- 2. Platz – O’Neill Evolution in Davos, Big Air
- 3. Platz – Winter-X-Games-Europe 2012 in Tignes, Slopestyle
- 3. Platz – Quiksilver Spring Battle in Flachauwinkl, Big Air

Saison 2012/13
- 1. Platz – Air & Style in Innsbruck, Big Air
- 1. Platz – BGV Russian Grand Prix in Moskau, Big Air
- 2. Platz – Grandvalira Total Fight in Grandvalira, Slopestyle
- 2. Platz – The Shred Show in Whistler, Slopestyle

Saison 2014/15
- 1. Platz – U.S. Snowboarding Grand Prix und Snowboard-Weltcup in Park City, Slopestyle
- 3. Platz – Grandvalira Total Fight in Grandvalira, Slopestyle
- 3. Platz – FIS-Slopestyle-Weltcup

Saison 2015/16
- 2. Platz – U.S. Snowboarding Grand Prix und Snowboard-Weltcup in Mammoth, Slopestyle

Saison 2016/17
- 2. Platz – Grandvalira Total Fight in Grandvalira, Slopestyle